# Калиновице (Люблинское воеводство)
Калиновице (пол. Kalinowice) — деревня в Замойском повете Люблинского воеводства Польши. Входит в состав гмины Замость. Находится примерно в 3 км к юго-востоку от центра города Замосць. По данным переписи 2011 года, в деревне проживало 1709 человек.
В 1975—1998 годах деревня входила в состав Замойского воеводства.

## Население
Демографическая структура по состоянию на 31 марта 2011 года:
|         | Всего | До трудоспособного возраста | Трудоспособного возраста | Старше трудоспособного возраста |
| ------- | ----- | --------------------------- | ------------------------ | ------------------------------- |
| Мужчины | 828   | 209                         | 549                      | 70                              |
| Женщины | 881   | 200                         | 550                      | 131                             |
| Всего   | 1709  | 409                         | 1099                     | 201                             |